# Maud Mortimer
Maud Mortimer (verheiratet Maud Charlton, auch Cherleton) (* um 1307; † nach August 1345) war eine englische Adlige.
Maud Mortimer entstammte der anglonormannischen Familie Mortimer. Sie war wahrscheinlich die zweitälteste Tochter von Roger Mortimer of Wigmore und dessen Frau Joan de Geneville. Als erste der zahlreichen Töchter Mortimers wurde sie vor dem 13. April 1319 mit John Charlton, dem ältesten Sohn von John Charlton, 1. Baron Charlton, dem Lord von Powis verheiratet. Ihr Vater musste sich im Januar 1322 nach einer gescheiterten Rebellion gegen König Eduard II. ergeben. Anders als mehrere ihrer Geschwister wurde Maud danach nicht verhaftet, obwohl ihr Schwiegervater ebenfalls zu den Rebellen gehört hatte. 1322 wurde ihr Schwiegervater vom König begnadigt.
Mit ihrem Mann hatte Maud mindestens einen Sohn:
- John Cherleton, 3. Baron Cherleton (um 1334–1374)